# Crystal Gayle
Crystal Gayle, ursprungligen Brenda Gail Webb, född 9 januari 1951 i Paintsville, Kentucky, är en amerikansk country- och popsångerska.
Crystal Gayle är yngsta dotter till gruvarbetaren Melvin Ted och Clara Marie Webb, som hade åtta barn. Hon är syster till Loretta Lynn, sångaren Peggy Sue och låtskrivaren Donald Ray Webb samt kusin till Patty Loveless.
I slutet av 1970-talet och under 1980-talet hade hon country/pophits som "Don't It Make My Brown Eyes Blue", "Talking in Your Sleep" och "Half the Way". 
Hon vann en Grammy för bästa kvinnliga sånginsats inom country 1977.
Redan året då Gayle gjorde skivdebuten, 1975, fick hon en rejält stor listframgång med låten "Somebody Loves You", skriven av hennes producent Allen Reynolds, som lotsade henne fram på ett antal album. Pressens och beundrarnas omedelbara åsikt att hon var en kvinnlig motsvarighet till Don Williams, med den typiska outlaw-basen i kompet, var dock förhastad, då hon lika gärna sjöng pop, ibland med släpig nattklubbsröst. Hon har samma mixade stil av pop och country än i dag, men är numera sällan särskilt högt placerad på några topplistor.
Artistnamnet Crystal Gayle har hon påstått att hennes syster Loretta Lynn hittade på, när de med turnébussen passerade en av många hamburgerbarer kallade Krystal i hemstaten Kentucky. Gayle fick som nykomling medfölja Lynn och hennes duettpartner Conway Twitty och ingå i deras show, vilket var en mycket god draghjälp. 

## Diskografi (urval)
Studioalbum
- 1975 – Crystal Gayle
- 1975 – Somebody Loves You
- 1976 – Crystal
- 1977 - We Must Believe in Magic
- 1978 – When I Dream
- 1979 – We Should Be Together
- 1979 – Miss the Mississippi
- 1980 – These Days
- 1981 – Hollywood, Tennessee
- 1982 – True Love
- 1983 – Cage the Songbird
- 1985 – Nobody Wants to Be Alone
- 1986 – Straight to the Heart
- 1988 – Nobody's Angel
- 1990 – Ain't Gonna Worry
- 1992 – Three Good Reasons
- 1993 – Best Always
- 1995 – Someday
- 1996 – He Is Beautiful
- 1999 – Crystal Gayle Sings the Heart and Soul of Hoagy Carmichael
- 2000 – In My Arms
- 2003 – All My Tomorrows

Singlar (topp 10 på Billboard Hot Country Songs)
- 1974 – "Wrong Road Again" (#6)
- 1975 – "Somebody Loves You" (#8)
- 1976 – "I'll Get Over You" (#1)
- 1976 – "You Never Miss a Real Good Thing (Till He Says Goodbye)" (#1)
- 1977 – "I'll Do It All Over Again" (#2)
- 1977 – "Don't It Make My Brown Eyes Blue" (#1)
- 1978 – "Ready for the Times to Get Better" (#1)
- 1978 – "Talking in Your Sleep" (#1)
- 1978 – "Why Have You Left the One You Left Me For" (#1)
- 1979 – "When I Dream" (#3)
- 1979 – "Your Kisses Will" (#7)
- 1979 – "Half the Way" (#2)
- 1980 – "It's Like We Never Said Goodbye" (#1)
- 1980 – "The Blue Side" (#8)
- 1980 – "If You Ever Change Your Mind" (#1)
- 1981 – "Too Many Lovers" (#1)
- 1981 – "The Woman in Me" (#3)
- 1982 – "You Never Gave Up on Me" (#5)
- 1982 – "Livin' in These Troubled Times" (#9)
- 1982 – "'Til I Gain Control Again" (#1)
- 1983 – "Our Love Is on the Faultline" (#1)
- 1983 – "Baby, What About You" (#1)
- 1983 – "The Sound of Goodbye" (#1)
- 1984 – "I Don't Wanna Lose Your Love" (#2)
- 1984 – "Turning Away" (#1)
- 1984 – "Me Against the Night" (#4)
- 1985 – "Nobody Wants to Be Alone" (#3)
- 1985 – "A Long and Lasting Love" (#5)
- 1986 – "Cry" (#1)
- 1986 – "Straight to the Heart" (#1)